# Namur (tartomány)
Namur (francia, hollandul: Namen; vallonul: Nameur) Belgium egyik tartománya, amely Vallónia régióban található. Az óramutatójárásval megegyező irányban haladva nyugatról Hainaut, Vallón-Brabant, Liège és Luxembourg belga tartományokkal, valamint Franciaországgal határos.
A tartomány székhelye Namur városa. A tartomány területe 3,664 km² és 3 közigazgatási körzetre és 38 helyi önkormányzatra van felosztva. A tartomány lakossága francia nyelvet beszél.

## A tartomány kormányzóinak listája
- 1830 - 1834: Goswin de Stassart (liberális)
- 1834 - 1840: Joseph Lebeau (liberális)
- 1840 - 1847: Edouard d'Huart (liberális)
- 1887 - 1848: Adolphe de Vrière (liberális)
- 1848 - 1851: François Pirson (liberális)
- 1853 - 1875: Charles de Baillet (Katolikus párt)
- 1876 - 1877: D. de Mevius
- 1877 - 1881: Albert de Beauffort (Katolikus párt)
- 1881 - 1882: Léon Pety de Thozée (liberális)
- 1882 - 1884: Auguste Vergote
- 1884 - 1914: Charles de Montpellier de Vedrin
- 1919 - 1937: Pierre de Gaiffier d'Hestroy
- 1937 - 1944: François Bovesse (liberális)
- 1945 - 1968: Robert Gruslin
- 1968 - 1977: René Close (PS)
- 1977 - 1980: Pierre Falize (PS)
- 1980 - 1987: Emile Lacroix
- 1987 - 1994: Emile Wauthy
- 1994 - 2007: Amand Dalem (PSC)
- 2007 - napjainkig: Denis Mathen (MR)

## A tartomány közigazgatási felosztása
A tartományban 4 járás található:

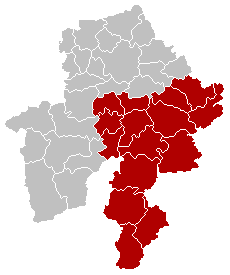
Dinant
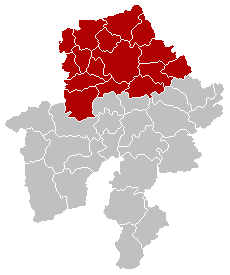
Namur
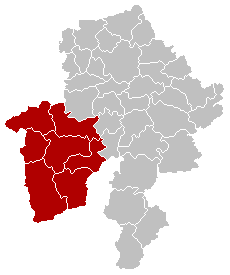
Philippeville

## Helyi és települési önkormányzatok
A belga közigazgatásnak megfelelően egyes helyi önkormányzatok egy várost képviselnek, míg több kisebb település esetén szokásos összevont önkormányzatot (ún. deelgemeente) üzemeltetni. A városi rangot viselő önkormányzatok neve mellett zárójelben a (város) megnevezés látható.
| Dinant körzet: - Anhée - Beauraing - Bièvre - Ciney - Dinant - Gedinne - Hamois - Hastière - Havelange - Houyet - Onhaye - Rochefort - Somme-Leuze - Vresse-sur-Semois - Yvoir | Namur körzet: - Andenne - Assesse - Eghezée - Fernelmont - Floreffe - Fosses-la-Ville - Gembloux - Gesves - Jemeppe-sur-Sambre - La Bruyère - Mettet - Namur - Ohey - Profondeville - Sambreville - Sombreffe | Philippeville körzet: - Cerfontaine - Couvin - Doische - Florennes - Philippeville - Viroinval - Walcourt |

## Külső hivatkozások
- Namur tartomány hivatalos weboldala